# Novoivanivka, Mahdalînivka
Novoivanivka (în ucraineană Новоіванівка) este un sat în comuna Polîvanivka din raionul Mahdalînivka, regiunea Dnipropetrovsk, Ucraina.

## Demografie
Componența lingvistică a localității Novoivanivka
     Ucraineană (89,47%)
     Rusă (10,53%)
Conform recensământului din 2001, majoritatea populației localității Novoivanivka era vorbitoare de ucraineană (89,47%), existând în minoritate și vorbitori de rusă (10,53%).